# Атлас (видавництво)
«А́ТЛАС» — книжкова фабрика і видавництво у Львові.
Одне з найбільших поліграфічних підприємств Західного регіону України.
Як книжкова фабрика заснована в 1882, до 1939 року стала однією з найпотужніших у міжвоєнній Польщі, випускала різну поліграфічну продукцію, у тому числі картографічні видання, гральні карти тощо.
З 1995 року «Атлас» діє також як видавництво.